# Saint-Jean-de-Braye
Saint-Jean-de-Braye is een gemeente in het Franse departement Loiret (regio Centre-Val de Loire). De gemeente telde 22.088 inwoners op 1 januari 2022. De plaats maakt deel uit van het arrondissement Orléans.
Met de bouw van de église Saint-Jean Baptiste werd begonnen rond 1143. Het is sinds 1910 een historisch monument.
Tot 1893 bestond de gemeente uit enkele kleine gehuchten. Toen liet burgemeester Emile Rossignol een nieuw gemeentehuis bouwen midden in de velden. Rond dit gemeentehuis ontwikkelde de plaats zich verder. Tussen 1908 en 1912 werd het deel van het Canal d'Orléans gegraven, dat Combleux verbindt met Orléans.

## Geografie
De oppervlakte van Saint-Jean-de-Braye bedroeg op 1 januari 2022 13,7 vierkante kilometer; de bevolkingsdichtheid was toen 1.612,3 inwoners per km².
De onderstaande kaart toont de ligging van Saint-Jean-de-Braye met de belangrijkste infrastructuur en aangrenzende gemeenten.

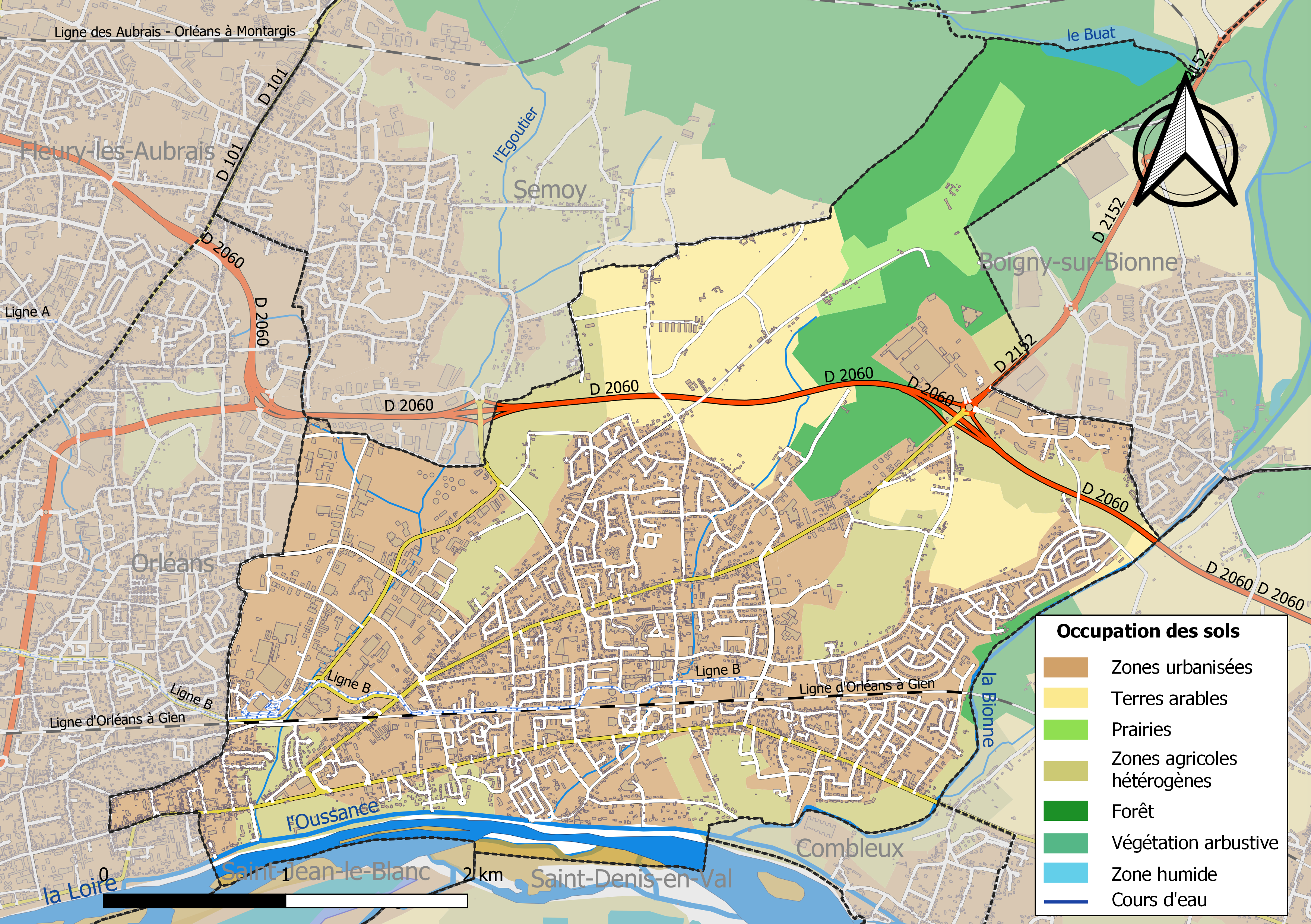

## Verkeer en vervoer
In de gemeente ligt spoorwegstation Saint-Jean-de-Braye.

## Demografie
Onderstaande figuur toont het verloop van het inwonertal (bron: INSEE-tellingen).

## Geboren in Saint-Jean-de-Braye
- Henri Gaudier-Brzeska (1891-1915), beeldhouwer